# Ɔ
Ɔ – litera zmodyfikowanego alfabetu łacińskiego. Z wyglądu przypomina odwróconą literę C. Wykorzystuje się w afrykańskim języku ewe. Czytana jest jak polskie o, czyli dokładnie jako samogłoska półotwarta tylna zaokrąglona [IPA:ɔ].